# Chanteloup (Eure)
Chanteloup era una comuna francesa situada en el departamento de Eure, de la región de Normandía, que el 1 de enero de 2016 pasó a ser una comuna delegada de la comuna nueva de Marbois al fusionarse con las comunas de Le Chesne, Les Essarts y Saint-Denis-du-Béhélan.

## Demografía
| Gráfica de evolución demográfica de Chanteloup entre 1800 y 2013 |
|                                                                  |

Los datos demográficos contemplados en este gráfico de la comuna de Chanteloup se han cogido de 1800 a 1999 de la página francesa EHESS/Cassini, y los demás datos de la página del INSEE.